# بيتر ذا دافل يو نو
«بيتر ذا دافل يو نو» (بالإنجليزية: Better the Devil You Know)‏ أو «أفضل الشيطان الذي تعرفه» هي أغنية للفنانة الأسترالية كايلي مينوغ، وأدخلت في ألبومها الثالث ريذم أوف لاف (1990). والأغنية من تأليف وإنتاج فريق سنوك أيتكين واترمان. أصدرت الأغنية بوصفها أغنية الألبوم الرئيسية في 30 أبريل 1990 من قبل شركة PWL ومشروم للتسجيلات. عرفت هذه الأغنية بأنها أعادت تشكيل صورة مينوغ لتمنحها مزيدا من الجاذبية الجنسية، حيث ظهرت في ألبوماتها السابقة بصورة «ابنة الجيران»، في حين أن موسيقاها بدأت تقدم نهجا مستقلا.
يشبر عنوان الأغنية إلى التعبير الشائع «الشيطان الذي تعرفه أفضل من الملاك الذي تجهله» ويظهر المجاز في كلمات الأغنية. يقال أن الأغنية تدور حول ترك مينوغ للمسلسل التلفزيوني جيران وعلاقتها بصديقها في ذلك الوقت، مايكل هاتشينس مغني فريق INXS. وقد أشاد نقاد الموسيقى بالأغنية، حيث لاحظوا التغيير الصوري في موسيقاها. كما أثنوا على الأغنية نفسها، وقالوا انها إحدى أفضل أغانيها. كما نجحت الأغنية تجاريا، وبلغت المركز الثاني في المملكة المتحدة والرابع في وطنها الأم أستراليا. وفي مناطق أخرى، وصلت للمراكز الأربعين الأولى في أغلب البلدان، بما في ذلك فرنسا والنمسا وألمانيا وايرلندا ونيوزيلندا والسويد وسويسرا.
تم إخراج فيديو كليب الأغنية من قبل بول غولدمان وتم تصويره في ملبورن. أدت مينوغ الأغنية في معظم جولاتها الموسيقية. وقد ظهرت الأغنية في الإعلانات التجارية، بما في ذلك شركة كوكا كولا وفيلم If Looks Could Kill، وأعيد تسجيلها لاحقا في عام 2012 في في ألبوم آبي رود سيشنز والمسجل في استوديوهات آبي روود.